# Vallagarina
La Vallagarina ou le val Lagarina (Lagertal en allemand) est le tronçon aval de la vallée traversée par la rivière Adige.

## Géographie

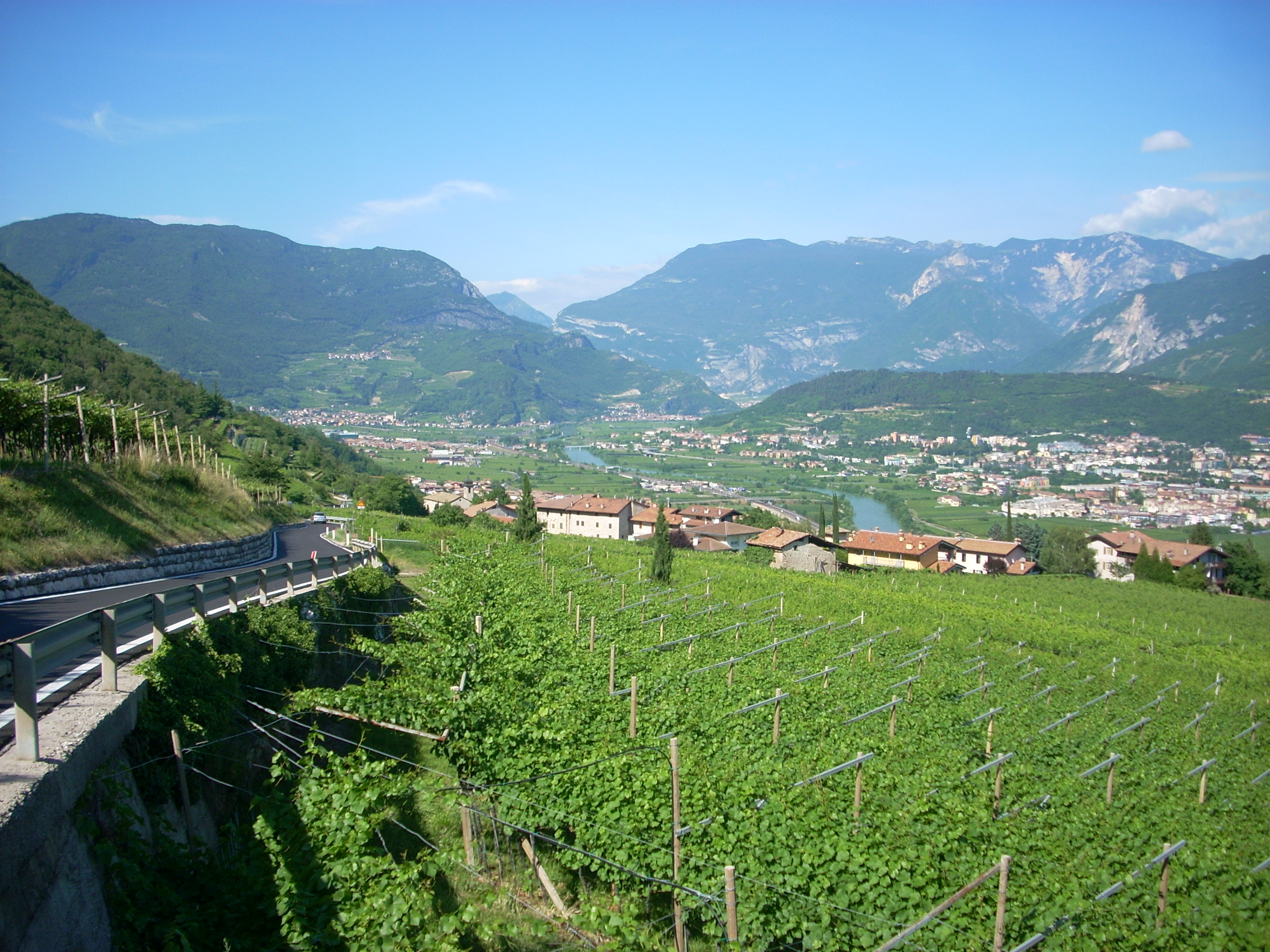
Panorama de la vallée.

La limite supérieure est généralement fixée juste au nord du village de Besenello, à environ 10 kilomètres au sud de Trente ; au nord, la vallée prend le nom de val d'Adige. La limite inférieure est la sortie dans la plaine du Pô de la rivière près de la cluse de Vérone. Les parties les plus septentrionales de la vallée où coule l'Adige sont appelées val Venosta entre les sources et Mérano, et val d'Adige entre Mérano et le début de la Vallagarina. 
Comme le val d'Adige, la Vallagarina est également d'origine glaciaire.   

## Histoire
Dans la partie nord de la vallée, dans la région de Lavini di Marco près de Rovereto, les empreintes de dinosaures sont attribuables, entre autres, aux théropodes (dinosaures carnivores) similaires à Dilophosaurus et à divers herbivores à la fois bipèdes (ornithopodes) et quadrupèdes (sauropodes). Ils remontent à la période jurassique, plus précisément à une période comprise entre 190 et 200 millions d'années. Le même endroit est mentionné par Dante Alighieri dans le canto XII d'Inferno et se souvient dans une stèle comme « la ruine que d'ici l'Adige a frappé ou tremblant ou par manque de soutien » en raison des énormes rochers causés par un grand glissement de terrain, l'avalanche du Lavini, tombé sur la gauche orographique de l'Adige. 
La présence romaine est attestée depuis le premier siècle av. J.-C., comme le montrent les vestiges du Covelo di Rio Malo à Piccoli de Lavarone, un site archéologique composé d'une petite grotte de 30 m de profondeur qui a servi de station pour le contrôle des marchandises en transit. 
Avec l'avènement du christianisme, la région faisait partie de la cour du monastère de San Colombano del Priorato di Bardolino depuis la période lombarde, dépendante de l'abbaye de Bobbio et du grand fief monastique de Bobbio. Les moines ont évangélisé la région en favorisant l'expansion du commerce, de l'agriculture (en particulier de la vigne et des olives), du système de pêche et de la culture, en introduisant des innovations importantes et en ouvrant des routes commerciales. Plus tard, la vallée a été incorporée dans le diocèse de Trente. Toujours visible depuis le plateau de Lavarone descendant vers la plaine vénitienne (suivant ce qui était autrefois le chemin de l'ancino), un artefact d'origine naturelle appelé le Sass des 3 évêques, qui servait à délimiter les diocèses voisins. Du XIe siècle, jusqu'à l'occupation napoléonienne, la vallée était sous la domination de la principauté épiscopale de Trente. 
Au XIIIe siècle, à la demande de l'évêque Federico Vanga, il a été décidé de reconnaître la communauté des Cimbres, originaire de la province de Vicence. 
Au XVIe siècle, la république de Venise tente de pénétrer l'armée, mais aussi culturellement, et parvient à conquérir Rovereto et à conserver sa possession de 1416 à 1509. La défaite dans la bataille de Calliano en 1487 et dans la guerre subséquente de 1508 - 1509 a mis fin aux ambitions expansionnistes de la Sérénissime et retourne la domination sur toute la vallée aux évêques de Trente. Chaque année encore, à Calliano, la bataille est commémorée, au cours de laquelle les troupes du Trentin, alliées aux comtes du Tyrol, ont vaincu les Vénitiens commandés par Roberto Sanseverino, dont les restes ont été enterrés dans la cathédrale de Trente. 
Au XIXe siècle, la vallée passa sous domination autrichienne, devenant une partie du comté du Tyrol. Le mouvement irrédentiste s'y développe. Elle a été le théâtre de batailles pendant la Grande Guerre, car de nombreux forts ont été construits par l'Empire austro-hongrois pour défendre ses frontières. À la fin de la guerre, elle passa définitivement italienne. 

## Économie

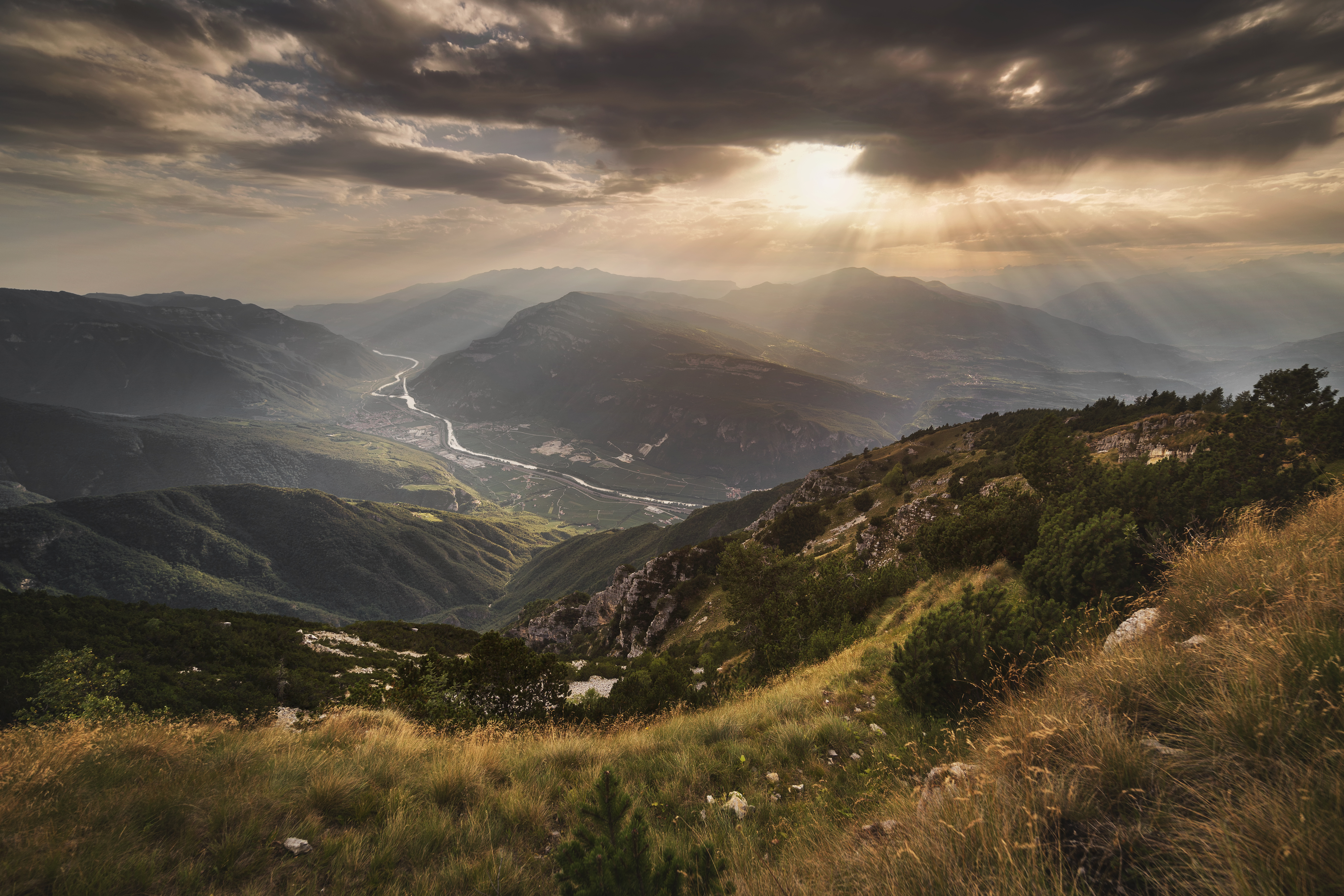
Vue sur la Vallagarina depuis le Monte Zugna.

La viticulture est répandue dans la vallée. Les principaux sont :
- Enanzio Lagarino : connu par les anciens sous le nom d'Oenanthium[5], c'est le cépage à baies rouges le plus important de la Terra dei Forti, une région viticole de la basse Vallagarina ;
- Faja Tonda-Casetta : elle est considérée parmi les plus anciennes vignes de fruits rouges, produisant des vins destinés à un long vieillissement. Cultures abandonnées dans les années 60, seuls quelques hectares subsistent aujourd'hui dans les communes d'Ala et d'Avio ;
- Marzemino d'Isera : les raisins sont cultivés en pergola et vinifiés en rouge avec un bref contact avec les peaux ; la couleur est d'un rouge rubis brillant.

La production du miel est également précieuse. 
La riche économie de la vallée est complétée par l'élevage ovin et l'agriculture :
- à Luserna, à la frontière avec la Vénétie, les grabbe sont visibles, des pierres coincées dans le sol qui ont été utilisées par les bergers locaux pour délimiter leurs activités ;
- une vallée de jardins dans tout le Trentin est présente dans le val di Gresta, dédiée aux cultures biologiques ;
- du 23 au 24 octobre à Brentonico, la fête des châtaignes est célébrée.

## Art et culture
Rovereto se souvient proverbialement comme « ville de guerre » du nom du musée homonyme qui recueille des reliques de la Première Guerre mondiale et rhétoriquement comme « ville de paix » du nom de la cloche des morts, l'une des plus grandes au monde avec ses 3,2 m de diamètre, visible sur la colline Miravalle. Du fort Gschwent de Lavarone, aujourd'hui transformé en musée de la guerre et ouvert aux visiteurs, commence en 1916 la strafexpedition, c'est-à-dire l'expédition punitive des Autrichiens contre l'armée italienne qui donne lieu à de sanglantes batailles. Le mémorial militaire de Castel Dante a été érigé sur la colline de Dante près de Lizzana, qui conserve les restes d'environ 20 000 soldats tombés au combat de toutes nationalités. 
La vallée est célèbre pour ses châteaux : château de Rovereto, Castel Beseno, Castel Pietra, château d'Avio (où les échiquiers sont représentés sur les murs avec des lettres alphabétiques gravées, que les prisonniers ont été forcés de deviner avant le prononcé de la peine), château de Castellano, Castel Noarna. 
La destination des pèlerins est le sanctuaire de San Valentino d'Ala, qui est connu pour un miracle qui s'est produit lorsqu'un bûcheron est tombé indemne avec sa charrette en passant sur la Gola dei Fusi, le sanctuaire de la Madonna della Corona accessible via le chemin du pèlerin dans le haeaude Brentino et, non loin de Folgaria, près de la tourbière d'Ecchen, le sanctuaire de la Madonna delle Grazie, qui en 1955 a été proclamé protecteur des skieurs. 
Divers événements sont organisés au niveau local chaque année : 
- à Guardia di Folgaria, les artistes muraux se rencontrent pour exprimer le sentiment de communauté sur les murs des maisons ;
- à Serrada, le carnaval futuriste est renouvelé chaque année pour se souvenir de Fortunato Depero, un artiste qui a longtemps vécu à Rovereto, où un musée lui est dédié.

## Voies de communication

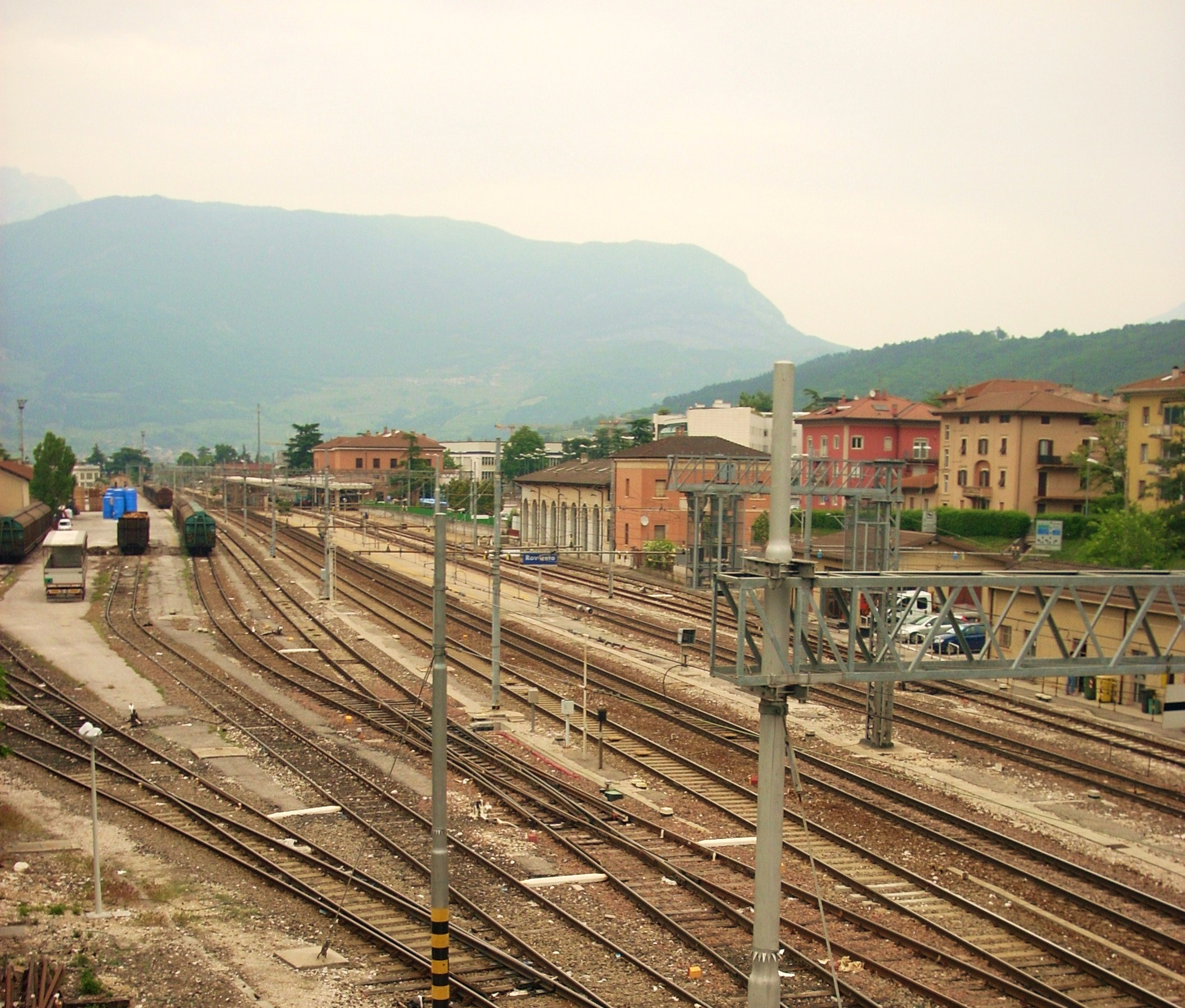
Gare de Rovereto.

### Voies terrestres
- L'autoroute A22 ;
- la Route nationale 12 d'Abetone et du Brenner ;
- une section de la route nationale 240 ;
- la route provinciale 90, également connue sous le nom de Destra Adige, car elle est parallèle à la SS 12 mais de l'autre côté de l'Adige, de Trente à Affi ;
- la route provinciale 45, qui relie Isera à Villa San Felice (Mori) ;
- la route provinciale 20 du lac de Cei ;
- le départ de la Strada Statale 46 del Pasubio.

### Voies ferroviaires
- Le chemin de fer du Brenner ;
- l'ancien chemin de fer Rovereto-Arco-Riva ;
- de 1890 à 1936, le chemin de fer Mori-Riva était en service puis abandonné.

## Municipalités
La liste ne comprend pas toutes les municipalités du district Vallagarina, mais seulement les municipalités qui sont géographiquement situées dans la vallée.

### Province de Trente
- Ala
- Avio
- Besenello
- Calliano
- Isera
- Mori
- Nogaredo
- Nomi
- Pomarolo
- Rovereto
- Villa Lagarina
- Volano

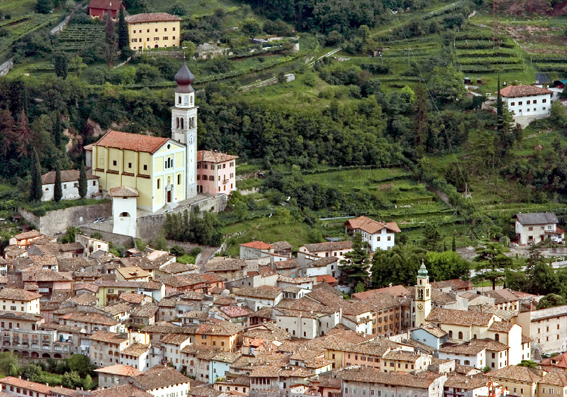
Ala.
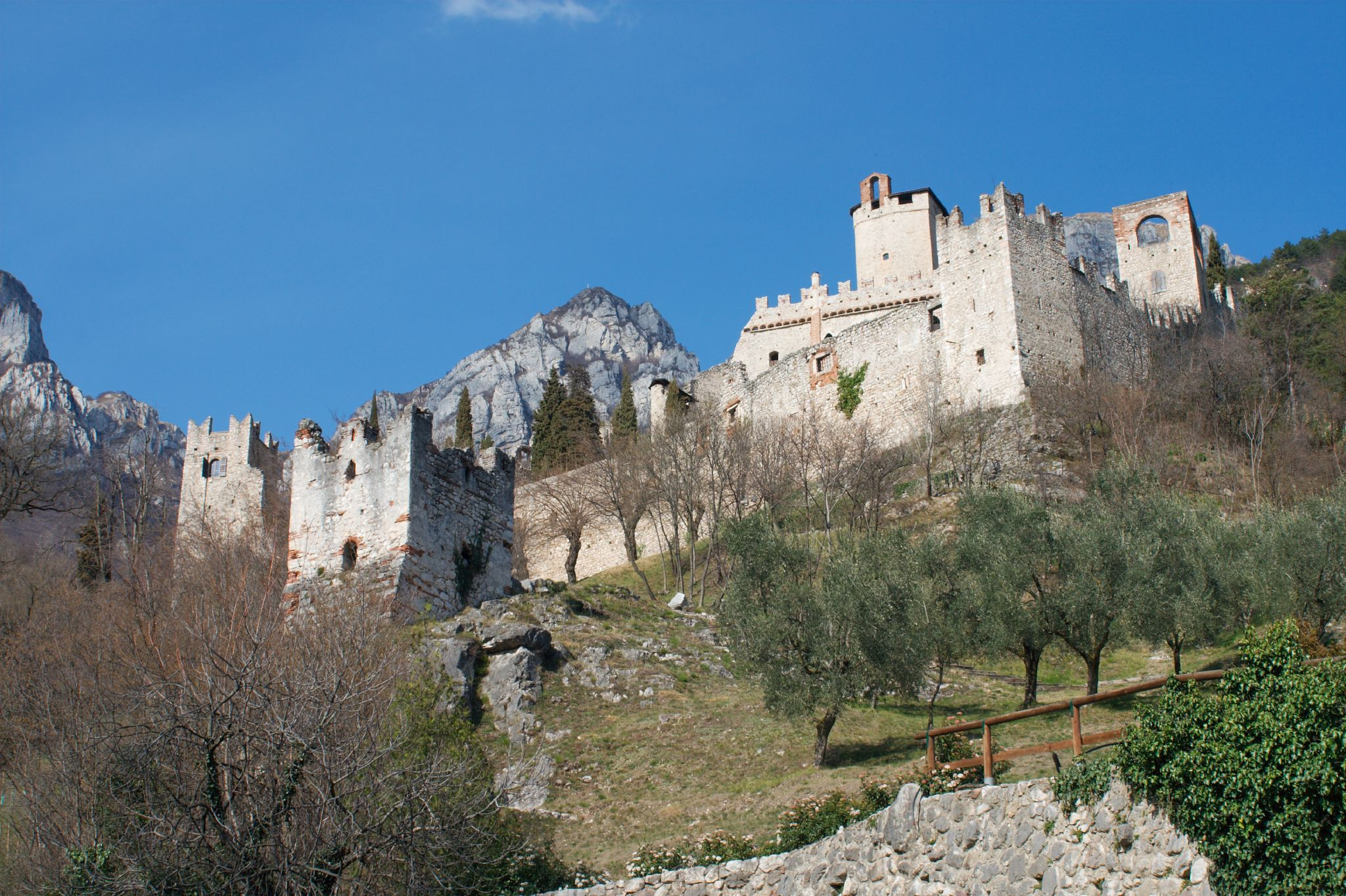
Château de Sabbionara.
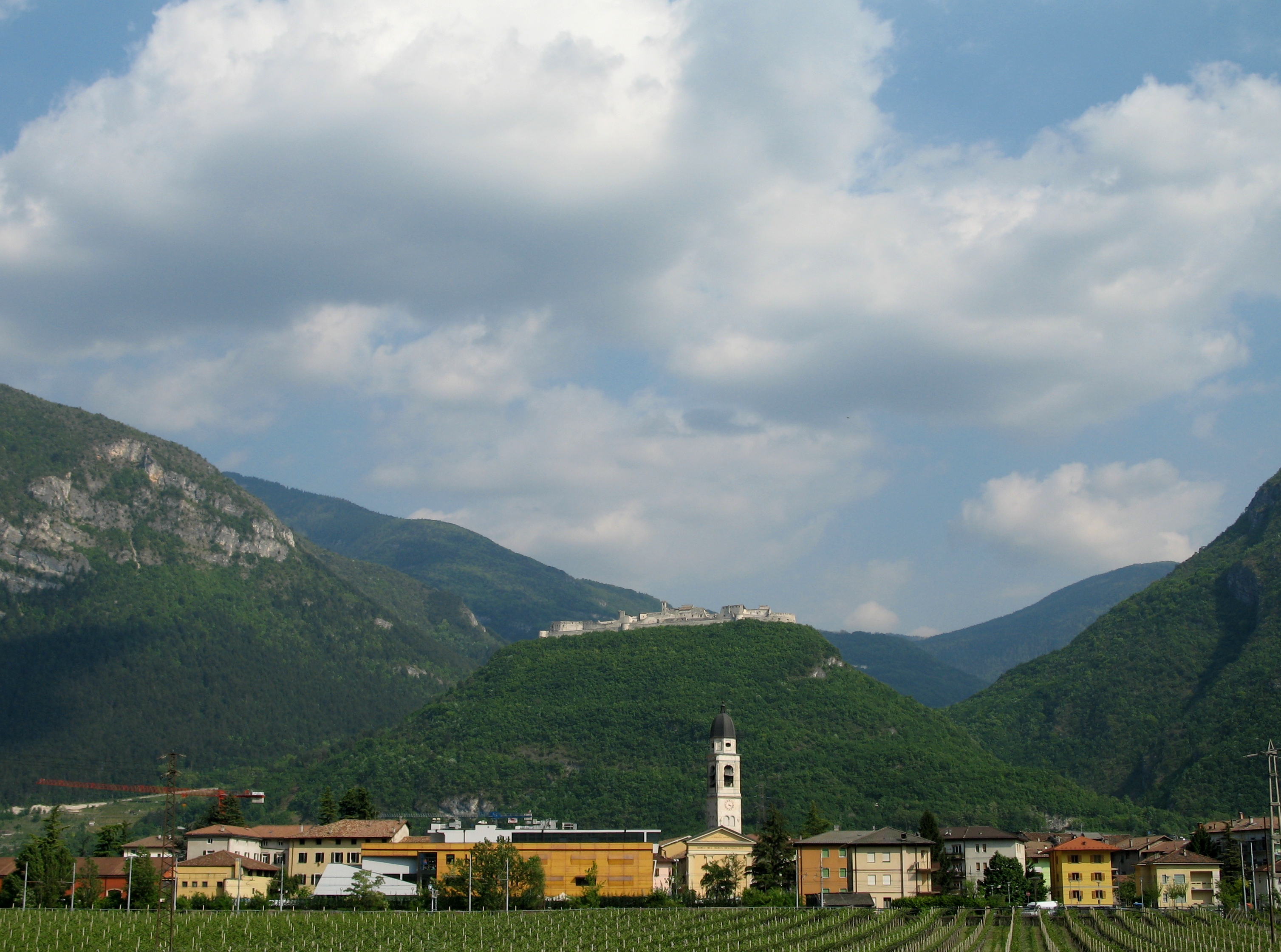
Calliano et château de Beseno.
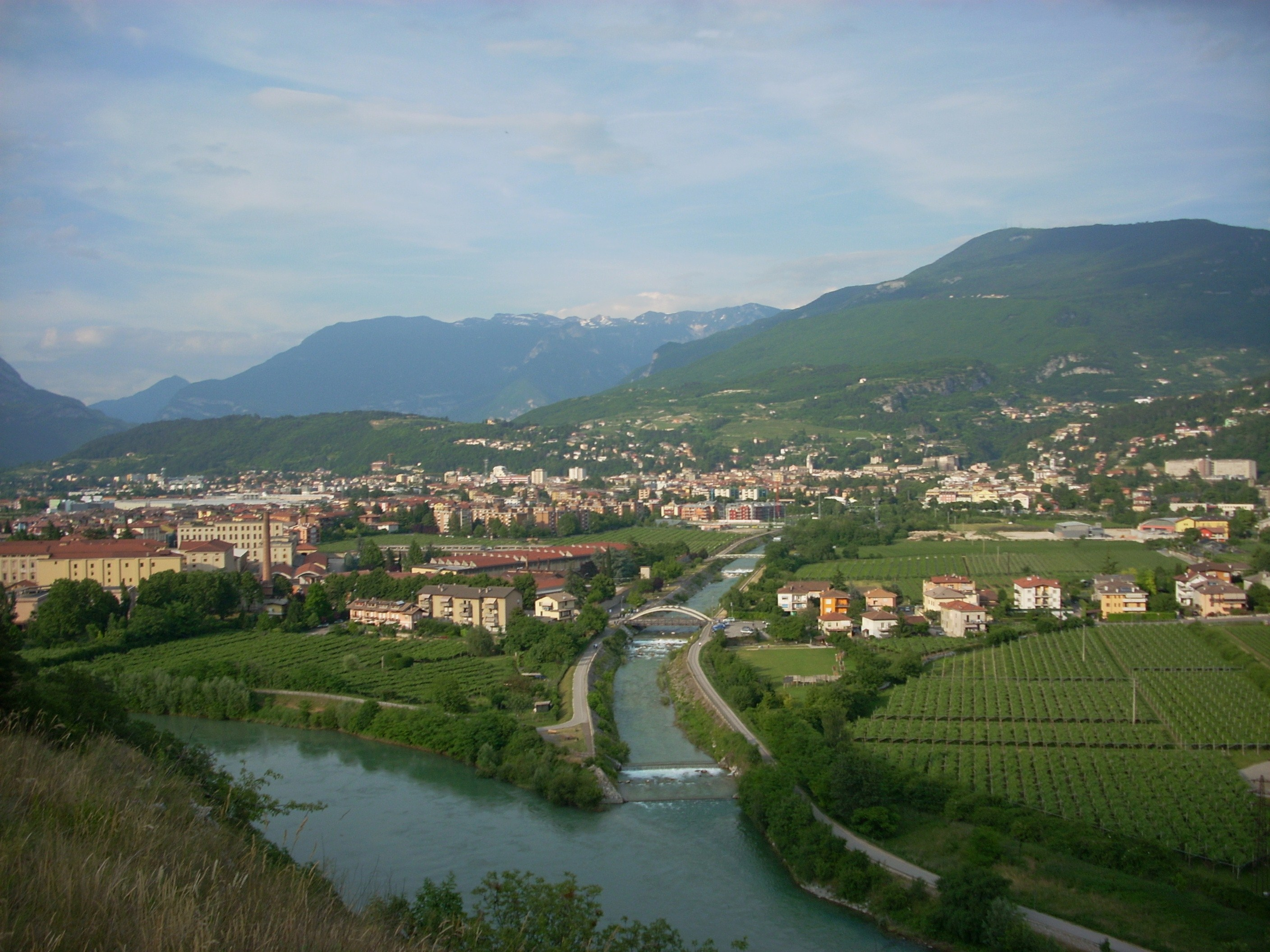
Rovereto.

### Province de Vérone
- Dolcè
- Brentino Belluno

## Curiosité
- La dernière ville du Trentin est Borghetto, qui fait partie de la municipalité d'Avio, autrefois siège des douanes autrichiennes et frontière entre le royaume d'Italie et l'empire d'Autriche-Hongrie. De nos jours, elle est considérée comme la frontière entre le Tyrol historique et l'Italie ;
- à Vallarsa, le long de la route forestière reliant le Lavini di Marco, il y a un champignon rocheux, formé à la suite d'un phénomène d'érosion particulier ;
- Entre le Cornetto et Besenello, il y a le parc Scanuppia, autrefois propriété des comtes Trapp, dans lequel survit le tétras, un oiseau tétraonide rare dans les Alpes.